# Michael Østergaard
Michael Østergaard es un deportista danés que compitió en taekwondo. Ganó una medalla de oro en el Campeonato Europeo de Taekwondo de 1990, en la categoría de –58 kg.

## Palmarés internacional
| Campeonato Europeo | Campeonato Europeo | Campeonato Europeo | Campeonato Europeo |
| Año                | Lugar              | Medalla            | Categoría          |
| ------------------ | ------------------ | ------------------ | ------------------ |
| 1990               | Århus (Dinamarca)  | Medalla de oro     | –58 kg             |